# The Cook (film, 2008)
Pour les articles homonymes, voir The Cook.
Pour plus de détails, voir Fiche technique et Distribution.
The Cook (Littéralement : Le Cuisinier) est un film d'horreur américain réalisé par Gregg Simon, sorti en 2008.

## Fiche technique
- Titre original : The Cook / Cannibal vs. Bitches
- Réalisation : Gregg Simon
- Scénario : Nicholas Bonomo, Francisco Rodriguez, Dirk Van Fleet
- Production : Emily Bonomo, Nicholas Bonomo, Rene Garza Aldape, Cameron R. Penn, Dirk Van Fleet
- Sociétés de production : Cook Movie, Red Gourmet Productions
- Musique :
- Pays d'origine :  États-Unis
- Langue originale : Anglais américain
- Genre : Comédie horrifique
- Lieux de tournage : Altadena, Comté de Los Angeles, , Californie, États-Unis
- Durée : 85 minutes
- Dates de sortie :
  - États-Unis : 1er avril 2008
  - Pays-Bas : 3 mars 2009

## Distribution
- Penny Drake : Anastasia
- Nina Fehren : Brooke
- Mark Hengst : The Cook
- Noelle Kenney : Autumn
- Brooke Lenzi : Kristen
- Justine Marino : Pam
- Kit Paquin : Bunny
- Makinna Ridgway : Amy
- Stefanie E. Solano : Michelle
- Allen Yates : Lance
- Dan Butler : Detective In Charge
- Jackson Sowell : Jimmy
- Roy Oraschin : Doctor GQ
- Denny Kaltreider : Forensic Specialist
- Justin B. James : Police Officer #1 / Frat Brother